# 아단 (삼국지)
아단(雅丹)은 삼국지연의에 등장하는 가공의 인물로 강족의 재상이다.
제갈량의 북벌 당시 서강의 국왕이었던 철리길의 명으로, 월길 등과 함께 25만명의 군사를 이끌고 조진 군단의 원군으로 촉 정벌에 참가하였다. 전쟁 중, 마대에게 붙잡혔으나 제갈량이 풀어주면서 본국으로 귀환한다.